# Pregão

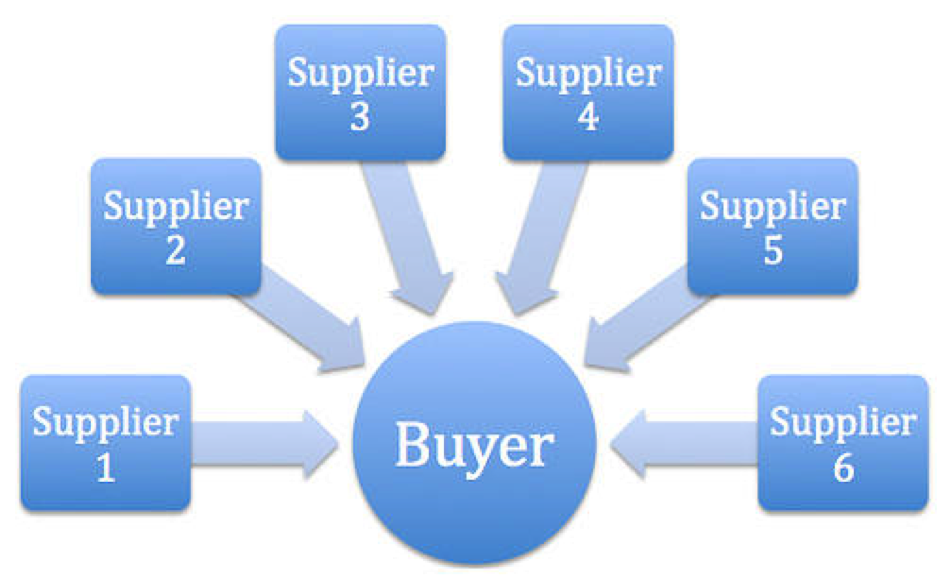
Diagrama do "Pregão"

Pregão é uma modalidade de  licitação utilizada no Brasil, considerada como um aperfeiçoamento do regime de licitações para a Administração Pública Federal, Estadual, Distrital e Municipal. Esta modalidade possibilita o incremento da competitividade e ampliação das oportunidades de participação nas licitações, por parte dos licitantes que são Pessoas Jurídicas ou Pessoas Físicas interessadas em vender bens e/ou serviços comuns conforme os editais e contratos que visam ao interesse público.
Também chamado de Leilão Reverso ou Holandês, o Pregão é realizado em lances sucessivos e decrescentes, no chamado "quem dá menos" (NBS). Desta forma, a Administração Pública, que está comprando, gera economia, o que significa o bom uso do dinheiro público.
O pregão pode ser Presencial (onde os licitantes se encontram e participam da disputa) ou Eletrônico (onde os licitantes se encontram em sala virtual pela internet, usando sistemas de governo ou particulares), sendo esta a forma preferencial. O designado responsável pelo pregão tem o nome de Pregoeiro.
A principal inovação trazida pela criação do pregão foi a inversão de fases de um processo licitatório comum regido pela lei 8.666/1993. Ou seja, primeiro ocorre a abertura das propostas das licitantes e depois é procedido o julgamento da habilitação dos mesmos, fazendo com que não fosse necessário analisar a documentação de habilitação de todos os participantes da licitação. O Pregão foi criado e regido pela Lei Federal Brasileira nº 10.520/2002 até 30 de dezembro de 2023. Atualmente o Pregão, assim como outras modalidades de licitação, são regidos pela Lei 14.133/2021, conhecida como Nova Lei de Licitações.

## Propostas
Conjunto de documentos que de acordo com o edital devem propor os valores do objeto licitado. Estes documentos são entregues junto com a habilitação antes da sessão pública para o julgamento das propostas. Após a conferência destes documentos, é aberta a sessão de lances em que, assim como num leilão às avessas, os licitantes efetuam ofertas de redução do preço do objeto oferecido um a um até que nenhum dos licitantes baixe uma oferta efetuada, este será considerado o vencedor da licitação para o objeto disputado. Também é possível a combinação da disputa aberta com uma fase "fechada", onde os licitantes podem dar um lance único e sigiloso em relação aos seus concorrentes. Os modos de disputa atualmente disponíveis são: aberto, aberto/fechado e fechado/aberto.

## Habilitação
Conjunto de documentos que comprovam a existência da Pessoa Jurídica ou da Pessoa Física em questão bem como provam sua regularidade fiscal e trabalhista, e, dependendo do edital, podem servir para comprovar outras exigências de acordo com o interesse público e com o objeto disputado, como habilitação técnica.
Verificado o atendimento de exigências fixadas no edital, o licitante será declarado vencedor. Homologada a licitação pela autoridade competente, o adjudicatário(licitante vencedor) será convocado para assinar o contrato no prazo definido em edital. Se o licitante vencedor, convocado dentro do prazo de validade de sua proposta (o prazo de validade das propostas será de sessenta dias, se outro não estiver fixado no edital), não celebrar o contrato, este será celebrado com o colocado seguinte que atenda às exigências da habilitação e demais estabelecidas no edital.

## Ganhos com o uso do Pregão
Outro grande diferencial do Pregão em relação as demais modalidades de licitação é a sua economicidade, pois, como os licitantes podem baixar suas ofertas e disputar a venda do objeto em questão, os preços costumam chegar a patamares bem mais baixos do que o inicialmente estimado. Também a redução do tempo em que se transcorre a licitação é menor, e isto viabiliza contratações mais rápidas e eficientes.
Com a entrada em vigor, a modalidade Pregão eletrônico é a mais utilizada, e as suas inovações e benefícios foram estendidos para as outras modalidades, como o uso de procedimentos eletrônicos e o Sistema de Registro de Preços.